# ميجانيوكلياز إنترون فطريات الخميرة
ميجانيوكلياز إنترون فطريات الخميرة هو إنزيم إندونوكلياز الموجّه. يتعرف هذا الإنزيم على زوج القواعد المكون من 18 متتالية هي (TAGGGATAACAGGGTAAT) ويحولها إلى طُفافَة من زوج قواعد من 4 متتاليات من الهيدروكسيل 3'. يعتبر هذا الإنزيم نوعًا من أنواع إنزيم إندونيوكلياز القاطعة النادرة. وفقًا للإحصائيات، يحدث زوج القواعد المتكون من 18 متتالية مرة واحدة كل 6.9*1010 أزواج قواعد، أو مرة واحدة في كل عشرين جينوم بشري.

## المصدر
يتم ترميز إنزيم إنترون فطريات الخميرة من خلال الإنترونات. ويتواجد هذا الإنزيم في الميتوكوندريا من السكيراء الجعوية في الخميرة.